# Pont de Maxwell
Un pont de Maxwell est un type de circuit électronique dérivé du pont de Wheatstone permettant de mesurer la valeur d'une inductance inconnue grâce à un voltmètre ou galvanomètre, une résistance et un condensateur étalonné.

Soit le circuit ci-contre : 
On cherche à être en présence du pont dit « équilibré », c'est-à-dire lorsque le courant circulant dans le voltmètre/ galvanomètre est nul. Or {\displaystyle {\underline {U}}={\underline {Z}}\cdot {\underline {I}}} (loi d'Ohm en courant alternatif). On cherche donc à rendre la tension mesurée par le voltmètre nulle.
Le théorème de Millman donne lorsque cette tension est nulle (où Z est l'impédance complexe équivalente à R2 parallèle à C2) :
{\displaystyle R_{3}+j\cdot L_{3}\cdot \omega ={{R_{1}\cdot R_{4}} \over {\underline {Z}}}\iff R_{3}+j\cdot L_{3}\cdot \omega ={\bigl (}R_{1}\cdot R_{4}{\bigr )}\cdot \left({\frac {1}{R_{2}}}+j\cdot C_{2}\cdot \omega \right)}
Soit en égalant parties réelles et imaginaires:
{\displaystyle R_{3}={{R_{1}\cdot R_{4}} \over {R_{2}}}\ et\ L_{3}={\bigl (}R_{1}\cdot R_{4}{\bigr )}\cdot C_{2}} (le résultat est indépendant de la fréquence du générateur)